# Otokar Březina
Otokar Březina, pseudonimo di Václav Jebavý (Počátky, 13 settembre 1868 – Jaroměřice, 25 marzo 1929), è stato un poeta ceco, il più importante rappresentante del simbolismo ceco e creatore del verso libero.

## Biografia
Nacque nella piccola località di Počátky, figlio di un calzolaio, e dopo aver terminato i suoi studi regolari intraprese la carriera di insegnante, che lo portò a trasferirsi in sperdute località boeme e morave.
Rimasto orfano sin dall'infanzia, la difficoltà a trovare affetti e sentimenti condizionò i suoi lavori letterari.
Tutto il suo lavoro letterario si concentrò nell'arco di un decennio, nel periodo in cui Březina insegnò nella località di Nová Říše, un piccolo centro con un monastero; l'autore visitò assiduamente la grande biblioteca locale per studiare vari libri di misticismo e di filosofia medievale, soprattutto germanica e francese.
Il suo esordio avvenne nel 1895 con la pubblicazione della sua prima raccolta intitolata Tajemné dálky ("Misteriose lontananze"), incentrata su una trascendentale attesa della morte, intesa come via di accesso ad una rinascita. Quindi il significato della vita e della morte furono le tematiche basilari contenute nella sua opera prima.
L'anno successivo, la raccolta Svítání na západě ("Albori ad occidente") confermò la tendenza del poeta ad esplorare i misteriosi ambiti dei furori mistici, delle privazioni materiali, del perseguimento del dolore come strumento di espiazioni di colpe.
Nel 1897, Větry od pólů ("Venti dai poli") avvicinò ulteriormente il lettore verso il cammino di consolazioni trascendentali, perseguite attraverso misteriose visioni, l'inseguimento dell'energia vitale del cosmo e la solidarietà umana.
Con la raccolta seguente, intitolata Stavitelé chrámu ("I costruttori del tempio"), il poeta si riaccostò alla dimensione materiale, grazie alla ricerca della conoscenza della realtà, impreziosita da una vena ottimistica, luminosa e da un linguaggio legato, ancora una volta, al simbolismo.
Il percorso lirico di Březina si concluse con l'immersione nelle problematiche sociali manifestati nella raccolta Ruce ("Mani") del 1901.
Il linguaggio poetico di Březina si caratterizzò per la ricerca di un senso musicale della strofa, per l'utilizzo di parole esotiche e antiche, per una sintassi ricca di elementi barocchi, per le innumerevoli ed elevate soluzioni metaforiche e la ricerca di parabole, per l'amalgama di elementi religiosi, scientifici e filosofici, per l'inserimento di versi liberi all'interno di ritmi alessandrini, per le immagini sensuali.
Březina è anche noto per le sue amicizie nell'ambito culturale ceco, tra le quali emersero quelle per lo scultore simbolista František Bílek, per il critico letterario, sociologo ed esperto in scienze politiche Emanuel Chalupný, per il poeta Jakub Deml e per il filosofo e scrittore Ladislav Klíma.

## Lavori
- Tajemné dálky ("Misteriose lontananze"),  - 1895, poema
- Svítání na západě ("Albori ad occidente"), - 1896, poema
- Větry od pólů ("Venti dai poli") - 1897, poema
- Stavitelé chrámu ("I costruttori del tempio") - 1899, poema
- Ruce ("Mani") - 1901, poema
- Hudba pramenů ("Musica delle Origini") - 1903, saggio
- Skryté dějiny ("Storia segreta") - saggio (postumo)